# Twierdzenie Dooba
Twierdzenie Dooba – Niech ciąg {\displaystyle (X_{n},F_{n})_{n=0}^{\infty }} będzie martyngałem, a {\displaystyle \tau _{1}} i {\displaystyle \tau _{2}} skończonymi p.n. momentami stopu, takimi, że
- {\displaystyle E|X_{\tau _{i}}|<\infty ,\,i=1,2.}

- {\displaystyle \liminf _{n\to \infty }E(|X_{n}|1_{\{\tau _{i}>n\}})=0,\,i=1,2.}

Wtedy {\displaystyle E(X_{\tau _{2}}|F_{\tau _{1}})=X_{\tau _{1}}} na zbiorze {\displaystyle \{\tau _{2}\geqslant \tau _{1}\}} prawie na pewno.
Gdy {\displaystyle \mathbb {P} (\tau _{1}\leqslant \tau _{2})=1,} to {\displaystyle E(X_{\tau _{2}}|{\mathcal {F}}_{\tau _{1}})=X_{\tau _{1}}} prawie na pewno, czyli ciąg {\displaystyle (X_{\tau _{1}},{\mathcal {F}}_{\tau _{1}}),(X_{\tau _{2}},{\mathcal {F}}_{\tau _{2}})} jest martyngałem.
Czasami wygodniej jest skorzystać z nieco mniej ogólnej wersji twierdzenia:
Niech ciąg {\displaystyle (X_{n},{\mathcal {F}}_{n})_{n=0}^{\infty }} będzie nadmartyngałem (lub analogicznie – martyngałem) i niech {\displaystyle \tau _{1}\leqslant \tau _{2}} będą dwoma ograniczonymi momentami stopu. Wtedy ciąg {\displaystyle (X_{\tau _{i}},{\mathcal {F}}_{\tau _{i}})_{i=1}^{2}} jest nadmartyngałem (martyngałem).